# La Tetera (Quillota)
La Tetera es una entidad rural perteneciente al Sector de "La Palma" y está ubicada a 2 km de Quillota, (Ciudad más cercana) y a 2,7 km de La Palma, y es conectada por la Ruta CH-60. Su población según el Instituto Nacional de Estadísticas es de 11.117 habitantes, siendo categorizada como un pueblo.

## Geografía
La Tetera se encuentra ubicada en el Valle del Aconcagua, sus tierras están caractegorizadas como fértiles además de contener un clima templado, generando zonas agrícolas.

## Ubicación y Administración
La Tetera se encuentra ubicada a las afueras de Quillota, siendo una entrada directa de localidades de La Palma, San Isidro, Pueblo de Indios o San Pedro, además de estar cruzada por la Ruta CH-60.
La Tetera es administrada por la Municipalidad de Quillota, y es considerada como un distrito censal según el INE.